# مولئون-لیشار
مولئون-لیشار (به فرانسوی: Mauléon-Licharre) یک کمون در فرانسه است که در Canton of Mauléon-Licharre واقع شده‌است.

## خصوصیات
مولئون-لیشار ۱۳ کیلومترمربع مساحت و ۲٬۴۸۸ نفر جمعیت دارد و ۲۱۴ متر بالاتر از سطح دریا واقع شده‌است.